# Doulting
Doulting is een civil parish in het bestuurlijke gebied Mendip, in het Engelse graafschap Somerset met 618 inwoners.